# Gaston Manchon
Pour les articles homonymes, voir Manchon.
Gaston Albert Manchon né le 2 septembre 1855 à Rouen où il est mort le 17 juin 1951, est un peintre et graveur aquafortiste français.

## Biographie
Gaston Manchon est lié à la famille d'industriels bolbécais, les Manchon-Lemaître.
Gaston Albert Manchon est l'élève de Paul Baudoüin, Alfred-Louis Brunet-Debaines et Marie-Félix-Hippolyte Lucas. Il expose à Paris essentiellement des eaux-fortes au Salon des artistes français à partir de 1881, et ce, de façon régulière, jusqu'en 1902, puis l'année suivante, il expose une étude peintre au salon de la Société nationale des beaux-arts. 
En 1887, il rejoint la Société des aquafortistes français. En 1893, il expose des gravures originales à la  World's Columbian Exposition de Chicago. En 1900, il obtient la médaille de bronze à l'Exposition universelle, pour une gravure d'après Puvis de Chavannes. En 1909, il présente à l'école des beaux-arts du Havre une série de peintures.
Avec Paul-Léon Jazet, il est le premier à illustrer Pêcheur d'Islande en 1886 pour les éditions Léon Conquet. Auteur de gravures originales et de reproduction, il est membre de la Société normande de gravure (1891) et de l'Académie des sciences, belles-lettres et arts de Rouen. Il est proche de l'association « Les Amis des livres », avec d'autres graveurs comme Eugène Abot, Paul Victor Avril, et Rodolphe Piguet, pour laquelle ils produisent une série de Portraits de bibliophiles célèbres (1899). Quelques gravures publiées par la Gazette des beaux-arts.
Il est vice-président de la Société des artistes rouennais. En 1925, il devient l'un des mécènes de la Société des amis du musée des beaux-arts de Rouen.
Il est membre de la Société industrielle de Rouen en 1916.
Il est domicilié au no 48 rampe Bouvreuil à Rouen au moins depuis les années 1890 jusqu'à sa mort.

## Distinctions
- Officier d'académie (1896)[8]
- Chevalier de l'ordre de la Couronne (1930)[9].

## Galerie

Quelques gravures de Manchon
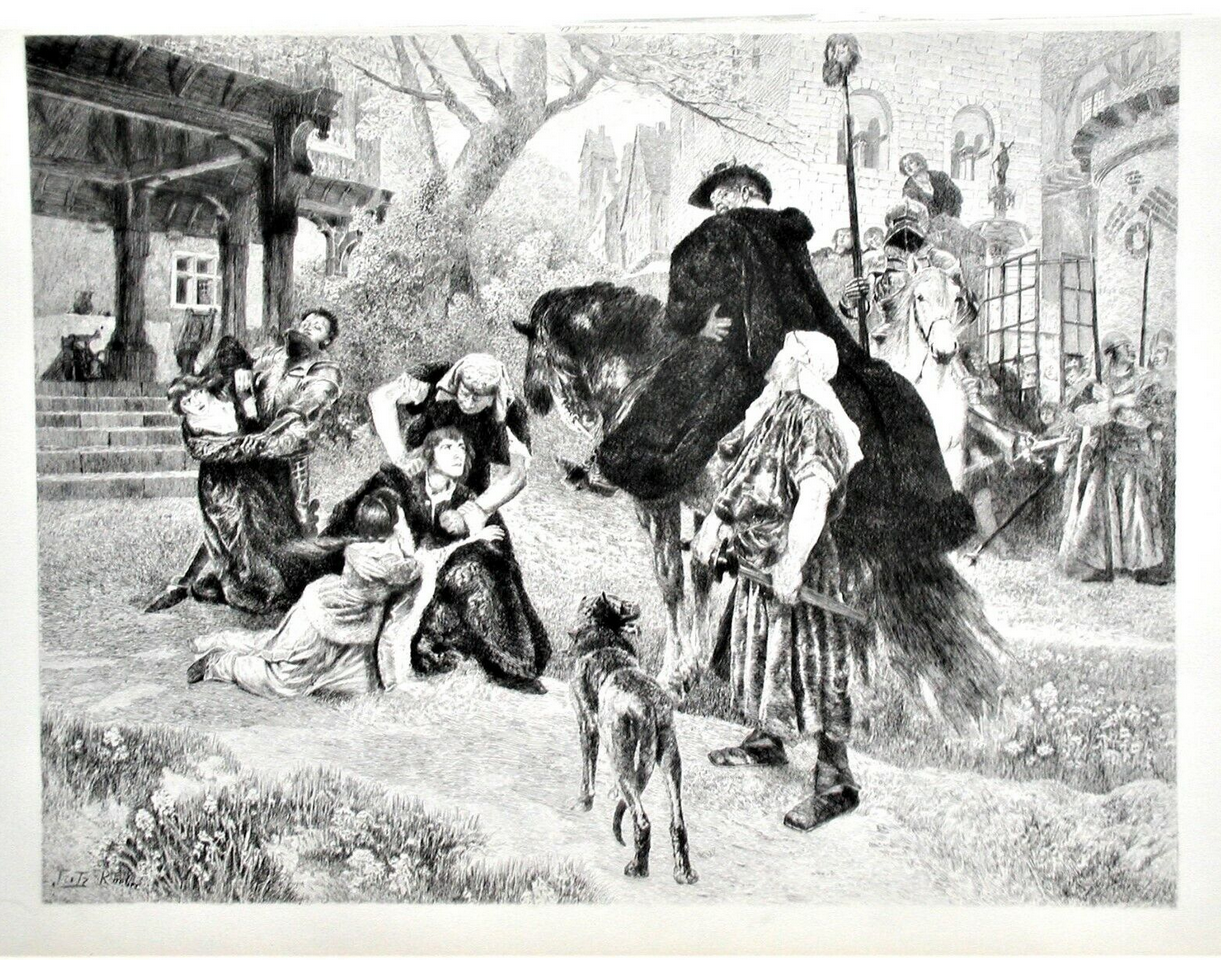
King Wenzel Raging, eau-forte, 1892.
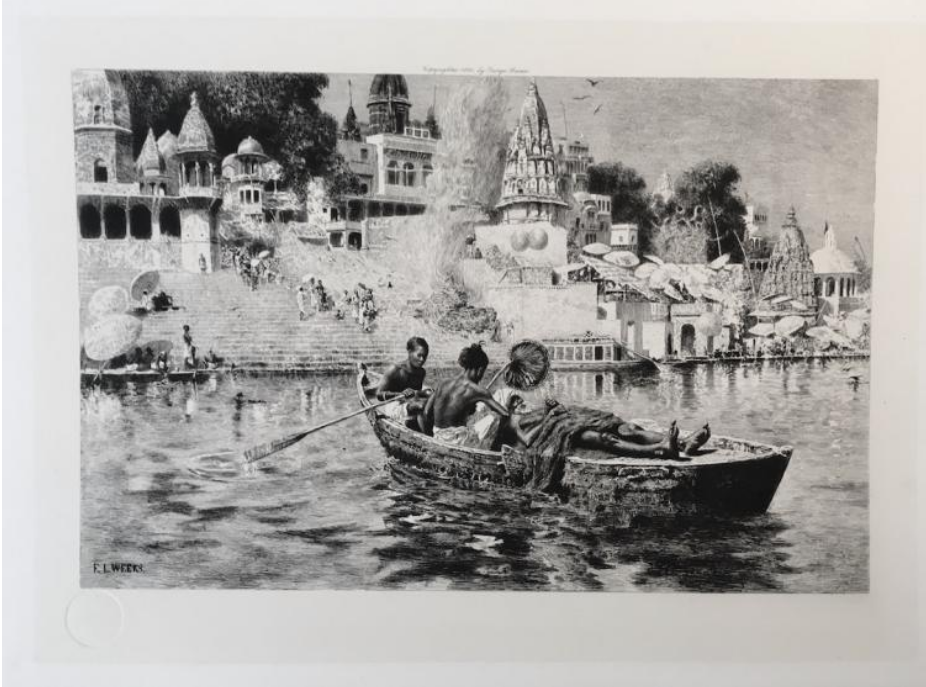
The Last Voyage (1894), eau-forte d'après Edwin Lord Weeks
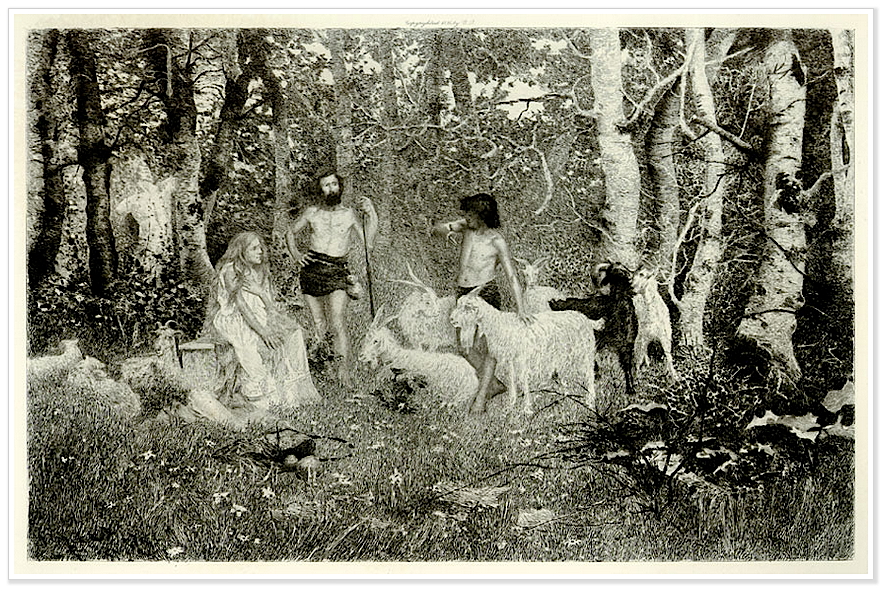
Daphnis et Chloé, eau-forte, 1895.